# Archidiecezja Auch
Archidiecezja Auch (nazwa oficjalna: archidiecezja Auch (-Condom-Lectoure-Lombez)) – archidiecezja Kościoła rzymskokatolickiego w południowej Francji. Powstała w VI wieku jako diecezja Auch. W roku 879 została podniesiona do rangi archidiecezji. W 1801 uległa likwidacji, lecz już w 1822 przywrócono ją. W 1908 uzyskała obecną nazwę oficjalną. Podczas reformy administracyjnej Kościoła francuskiego w 2002 roku utraciła status archidiecezji metropolitalnej i została włączona do metropolii Tuluzy.

## Główne świątynie
- Katedra: Bazylika katedralna Najświętszej Maryi Panny w Auch
- Konkatedra: Konkatedra św. Luperculusa w Eauze

## Arcybiskupi (od 1908)
- Jean Ricard (1908–1934)
- Virgile-Joseph Béguin (1934–1955)
- Henri Audrain (1955–1968)
- Maurice Rigaud (1968–1984)
- Gabriel Vanel (1985–1996)
- Maurice Fréchard (1996–2004)
- Maurice Gardès (2004–2020)
- Bertrand Lacombe (od 2020)